# 魔法の剣 キャメロット
『魔法の剣 キャメロット』（まほうのつるぎ キャメロット、原題：Quest for Camelot）は、1998年5月15日にアメリカ合衆国で公開されたアニメーション映画作品。ワーナー・ブラザース・アニメーションの初の劇場用長編アニメ映画。日本では同年11月14日に公開された。
古典の伝説『アーサー王伝説』をベースにして、一人の少女・ケイリーがキャメロットの平和を取り戻す冒険を描く。

## ストーリー
アーサー王が治める王国は円卓の騎士により統治され、人々は平和に暮らしていた。中でも円卓の騎士の1人ライオネル卿はアーサーが最も信頼していた騎士で、親友だった。
ライオネルは娘のケイリーに王国誕生の経緯と、アーサーと騎士の偉大さを何度も説いた。そんなライオネルにケイリーは憧れ、子供の頃から騎士になることを夢に見ていた。
しかしある日、王都キャメロットで円卓の騎士のうちの1人ルーバーが謀叛を起こし、アーサーを殺そうとする事件が起きる。アーサーを守ろうとしたライオネルは致命傷を負い落命し、ルーバーは逃走。悲しみに暮れるケイリーだが、騎士への憧憬は薄れないまま月日は流れ成長する。
その後、反逆者となったルーバーは王の座とエクスカリバーを狙い、グリフィンを操りキャメロットに襲撃をかけ、エクスカリバーを強奪。しかしキャメロットの魔法使いマーリンの使役するハヤブサのエイデンの攻撃によりグリフィンは剣を「禁断の森」へ落としてしまう。
事件を知ったケイリーは剣を取り戻しアーサーに届けるため、「禁断の森」へ向かった。そこでケイリーは盲目の青年ギャレットと出会う。
更に双頭のドラゴンのデボン&コーンウェル、ルーバーにより生み出されたニワトリと斧の合成動物ブレイドビークと出会い、共に剣を探す冒険に向かう。

## 声の出演
| 役名           | 原語版声優                                                                 | 日本語吹替                |
| -------------- | -------------------------------------------------------------------------- | ------------------------- |
| ケイリー       | ジェサリン・ギルシグ アンドレア・コアー（歌唱） サラ・フリーマン（幼少時） | 鈴木蘭々 鈴木愛（幼少時） |
| ギャレット     | ケイリー・エルウィス ブライアン・ホワイト（歌唱）                          | 川平慈英                  |
| ルーバー       | ゲイリー・オールドマン                                                     | 萩原流行                  |
| デボン         | エリック・アイドル                                                         | 田中裕二                  |
| コーンウォール | ドン・リックルズ                                                           | 太田光                    |
| ジュリアナ     | ジェーン・シーモア セリーヌ・ディオン（歌唱）                              | 岩崎宏美                  |
| アーサー王     | ピアース・ブロスナン スティーヴ・ペリー（歌唱）                            | 長谷川初範                |
| グリフィン     | ブロンソン・ピンチョット                                                   | 掛川裕彦                  |
| マーリン       | ジョン・ギールグッド                                                       | 納谷悟朗                  |
| ライオネル     | ガブリエル・バーン                                                         | 森功至                    |
| ブレイドビーク | ジャリール・ホワイト                                                       | 梅津秀行                  |

- その他：石井康嗣／石井隆夫／落合るみ／川島得愛／後藤哲夫／小山武宏／斎藤志郎／竹若拓磨／西凛太朗／本田貴子／安井邦彦／山口太郎

## 日本語版制作スタッフ
- スーパーバイザー：ジャック・バロー
- プロデューサー：尾谷アイコ（ワーナー・ホーム・ビデオ）
- 演出：松岡裕紀
- 翻訳：高山美香
- 訳詞：湯川れい子
- 音楽演出：深澤茂行（ミュージッククリエイション）
- 録音・調整：新井保雄（プロセンスタジオ）
- 音楽録音：福田幸浩（音響ハウス）
- 録音スタジオ：プロセンスタジオ、音響ハウス
- 音響制作：相原正之、永島幸子（プロセンスタジオ）
- 日本語版制作：ワーナー・ホーム・ビデオ、プロセンスタジオ

## 受賞ほか
- 1998年 - 「The Prayer」ゴールデングローブ賞 主題歌賞
- 1998年 - 「The Prayer」14回アカデミー賞 主題歌賞

## 評価
この映画は批評家から否定的な評価を受けた。北米における公開週末の収入高は604万1602ドルで、公開中の収入は2271万7758ドルだった。その結果、制作スタジオ側には4000万ドルの損失が出た。この損失は『ディープ・インパクト』の収入高と『モンタナの風に抱かれて』の公開週末の興行収入高によって埋め合わせることができ 、翌週に公開された『GODZILLA』への期待が高まった。

## ゲーム
日本国外では1998年12月6日にゲームボーイカラー用アクション・ロールプレイング・ゲームがリリースされている。同作は2023年9月6日よりNintendo Switchの『Game Boy - Nintendo Switch Online』でもプレイできる（日本版未収録）。